# Lonsdalea
Genre
Lonsdalea est un genre de bacilles Gram négatifs de la famille des Pectobacteriaceae. Son nom fait référence au phytopathologiste David Lonsdale en hommage à ses travaux portant sur les forêts britanniques.

## Taxonomie
Ce genre est créé en 2012 par reclassement de l'espèce Brenneria quercina déjà comptée dans la famille des Pectobacteriaceae.
Jusqu'en 2016 il était compté parmi les Enterobacteriaceae auquel il était rattaché sur la base de critères phénotypiques. Depuis la refonte de l'ordre des Enterobacterales en 2016 par Adeolu et al. à l'aide des techniques de phylogénétique moléculaire, il a été déplacé vers la famille des Pectobacteriaceae nouvellement créée.

## Liste d'espèces
Selon la LPSN (27 octobre 2022):
- Lonsdalea britannica (Brady et al. 2012) Li et al. 2017
- Lonsdalea iberica (Brady et al. 2012) Li et al. 2017
- Lonsdalea populi (Tóth et al. 2013) Li et al. 2017
- Lonsdalea quercina (Hildebrand & Schroth 1967) Brady et al. 2012 – espèce type